# Villa Fortunatus
Villa Fortunatus es una villa rústica romana de la que se conservan sólo las ruinas, situada a orillas del río Cinca, a unos 4 kilómetros del casco urbano de Fraga (Huesca), en España. En la antigüedad, la villa pertenecía al Convento Jurídico Caesaraugustano, dentro de la Tarraconense. Es uno de los ejemplos más importantes de arquitectura rural romana en Aragón.

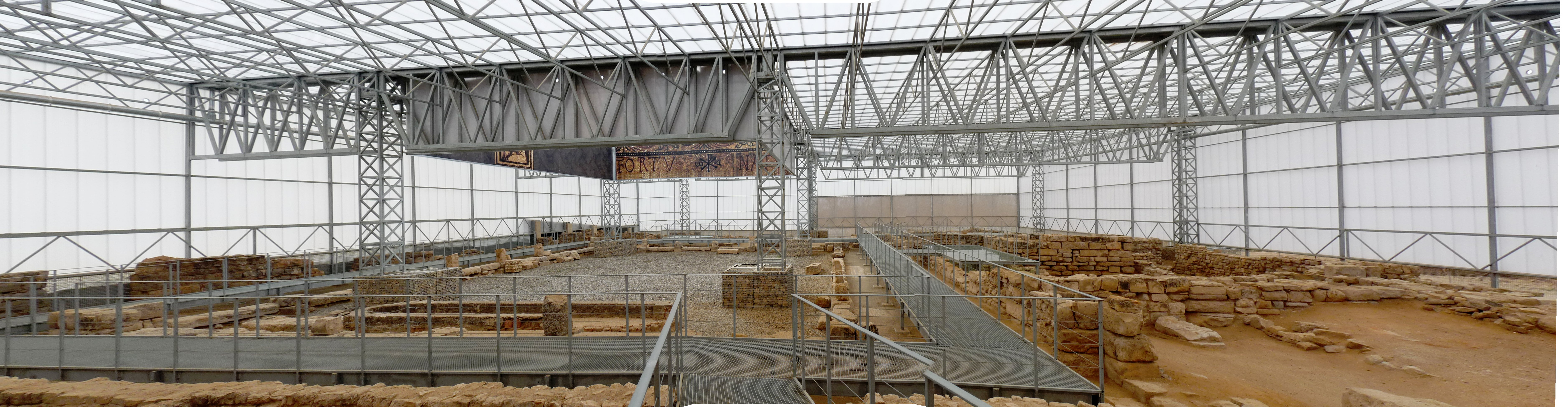
Vista general de las ruinas de Villa Fortunatus.

## Historia
Villa Fortunatus se sitúa en la comarca del Bajo Cinca cuya romanización comenzó en el siglo II, cuando desaparecieron los poblados íberos y aparecieron las villas y las calzadas romanas. Es una zona en la que no se han encontrado ciudades romanas: la identificación de Gallica Flavia con Fraga ha sido desestimada y la existencia de Octogesa, que se supone el nombre romano de Mequinenza, no ha podido ser demostrado, aunque Ilerda, Tolous o Celsa no se encontraban muy lejanas. La romanización fue profunda, como muestran los muchos vestigios, entre ellos, el mausoleo romano de San Valero, la calzada romana cerca de Torrente de Cinca, los mosaicos de Chalamera o los innumerables lugares en los que es posible encontrar restos de terra sigillata. Así, se cree que en tiempos romanos la zona debía ser de latifundios, dominados por grandes villas pertenecientes a ricos terratenientes de Ilerda, Caesaraugusta o incluso Roma.
La riqueza de la producción agrícola se puede comprobar precisamente en la ampulosidad que muestra la villa. Probablemente se cultivaban cereales en las zonas altas, por encima del valle, ya que todavía no existía el regadío en el área y las zonas bajas estaban expuestas a los caprichos del río. La exportación se hacía principalmente por el río hasta el Ebro, hacia Celsa y Caesaraugusta o al puerto de Dertosa y de allí a Roma.

## La villa

En azul, plano de las excavaciones de la villa. En verde, restos de la basílica paleocristiana.

La villa parece haber sido construida inicialmente en el siglo II d. C. La parte más antigua es el ala oeste (6). A finales del siglo III y principios del IV se amplió, uniéndose la parte nueva con una escalera, ya que quedaba más alta.
La villa posee un peristilo rectangular de 20,5 × 17 m (1), del que se conservan las bases de las columnas, con podio, basamentos y fustes de columnas. El jardín central, de 350 m², conserva un aquarium (2), decorado con frescos de tema marino, y un pozo de agua (3).
Las habitaciones de los dueños de la villa se encontraban en el lado occidental (6). El área pública de la villa, donde se realizaban las recepciones y las fiestas, se encontraba en el ala sur (4). Es el área más vistosa, que estaba abovedada, y en la que se encontraba el «aula de recepción» (4).
Al este quedaban las termas y las letrinas (9).

### Los mosaicos
La villa estaba ricamente decorada con mosaicos, de los que se han conservado varios del siglo IV d. C.
El mosaico con el nombre de FORTV - NATVS es el que le ha dado el nombre a la villa. Es un gran fragmento de la mitad superior de una orla del tercer cuarto del siglo IV d. C. que se encontraba en una estancia de unos 5,85 x 4,70 m abierta en el peristilo sur (4). Existe una discusión abierta sobre el significado del texto FORTV - NATVS. Para unos, como Fernández Galiano, se traduciría como «nacido a la Fortuna» y estaría relacionado con un culto a Cibeles, mientras para otros estaría relacionado con el nombre del dueño de la villa: Fortunato. El mosaico también muestra un crismón con alfa y omega, de significado cristiano. La explicación de la contraposición de motivos paganos y cristianos no ha sido aclarada con satisfacción.

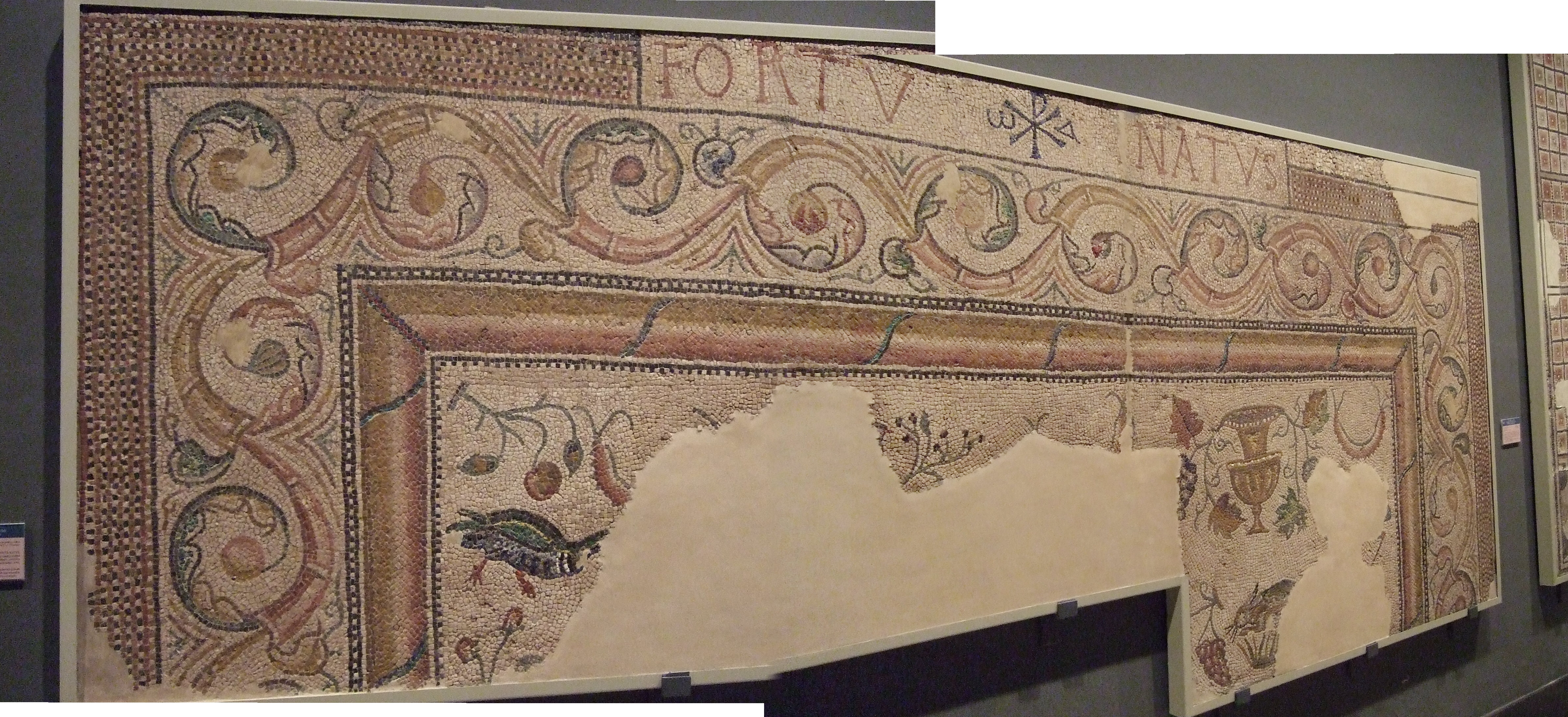
Mosaico «Fortv+Natvs» (s. IV d.C.)
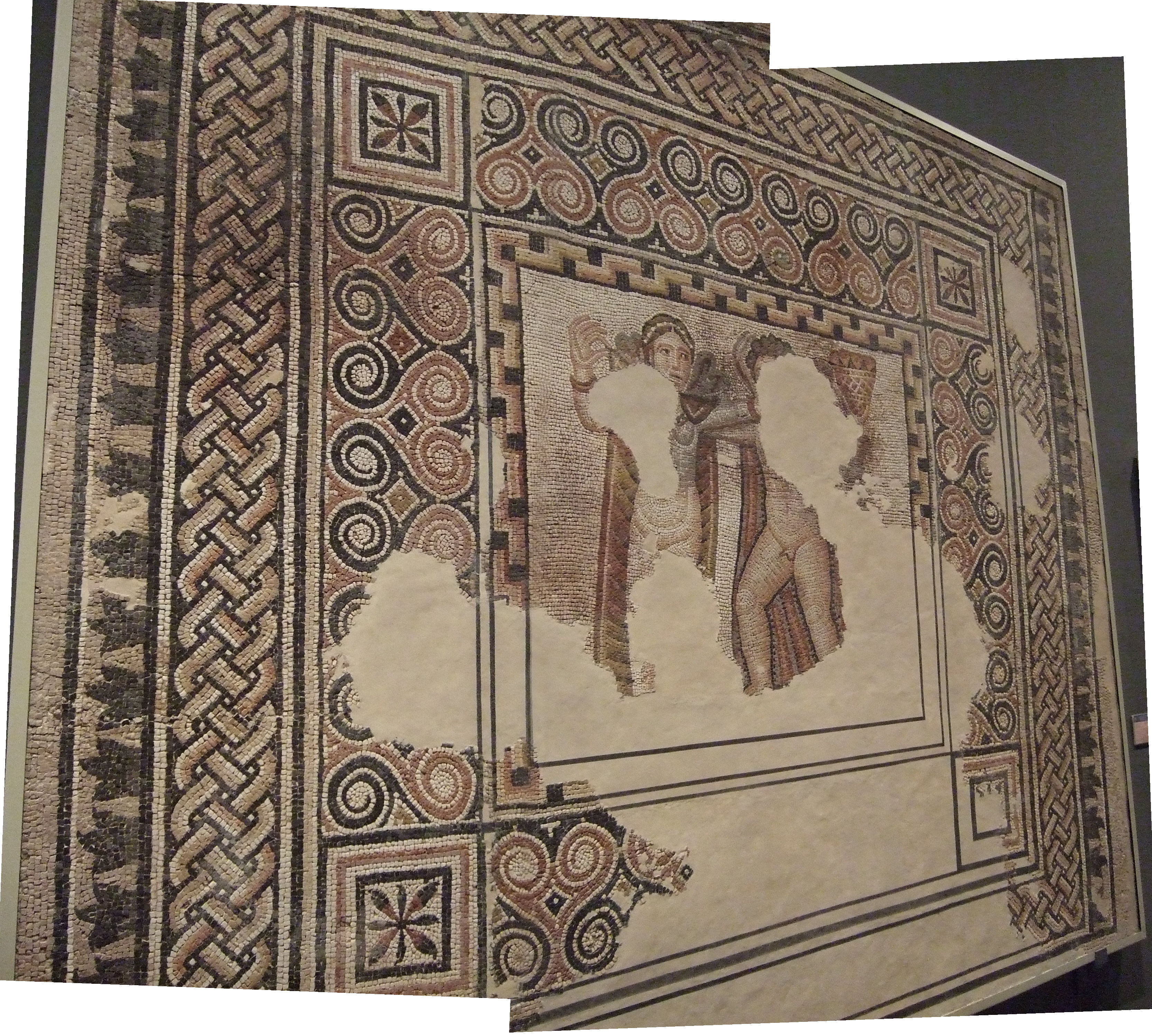
Mosaico de Eros y Psique (s. IV d.C.), de unos 2,75 × 3,20 m, también es del siglo IV d.C. En la imagen, unos jóvenes Eros y Psique se abrazan; Psique levanta una punta de su manto y Eros levanta una cestilla con flores rojas.
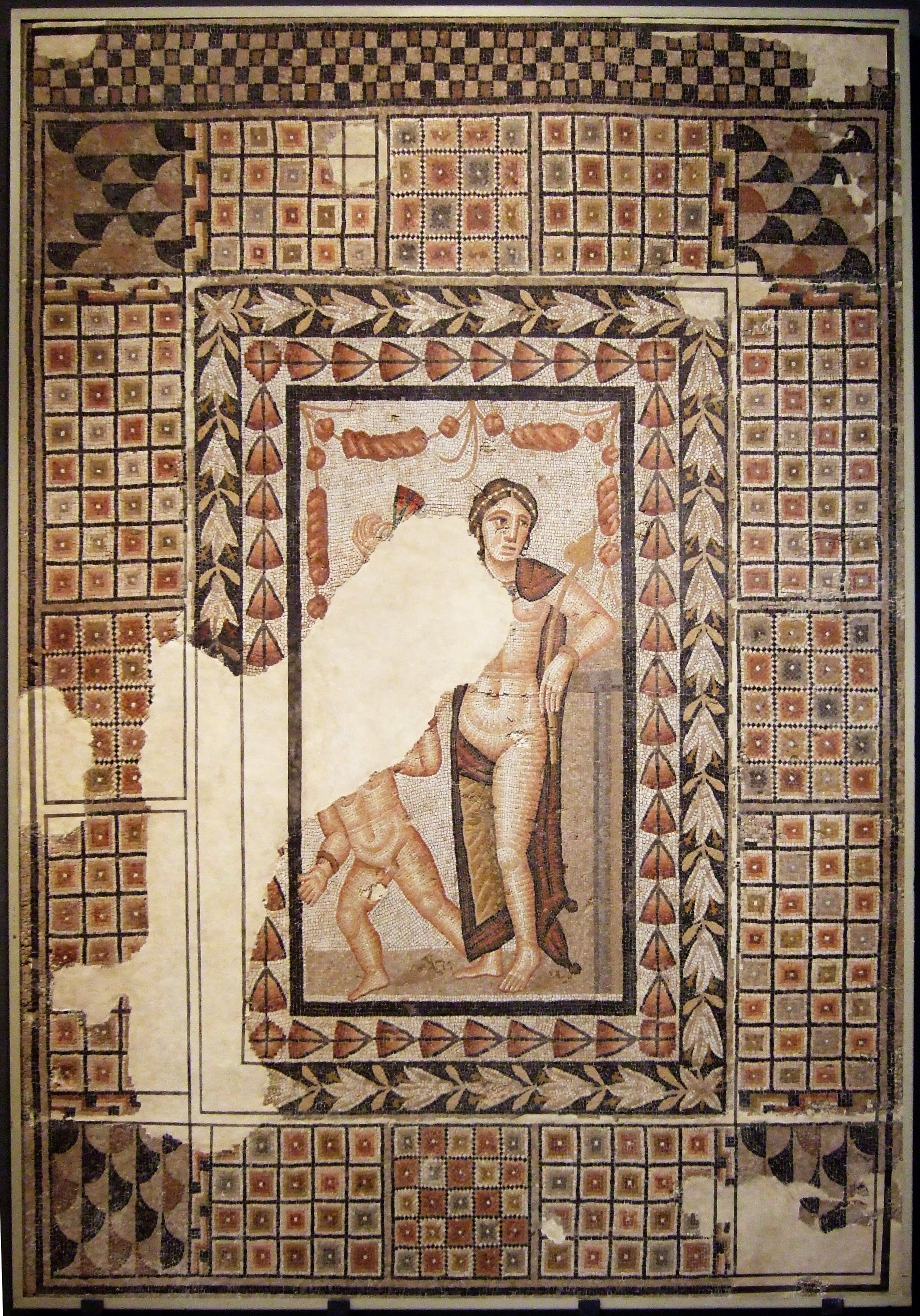
Mosaico de Venus y Eros del s. IV d.C. (2,75 × 3,20 m) decoraba una estancia del lado occidental. El motivo del mosaico es más bien de carácter oriental y no tiene referentes hispánicos.
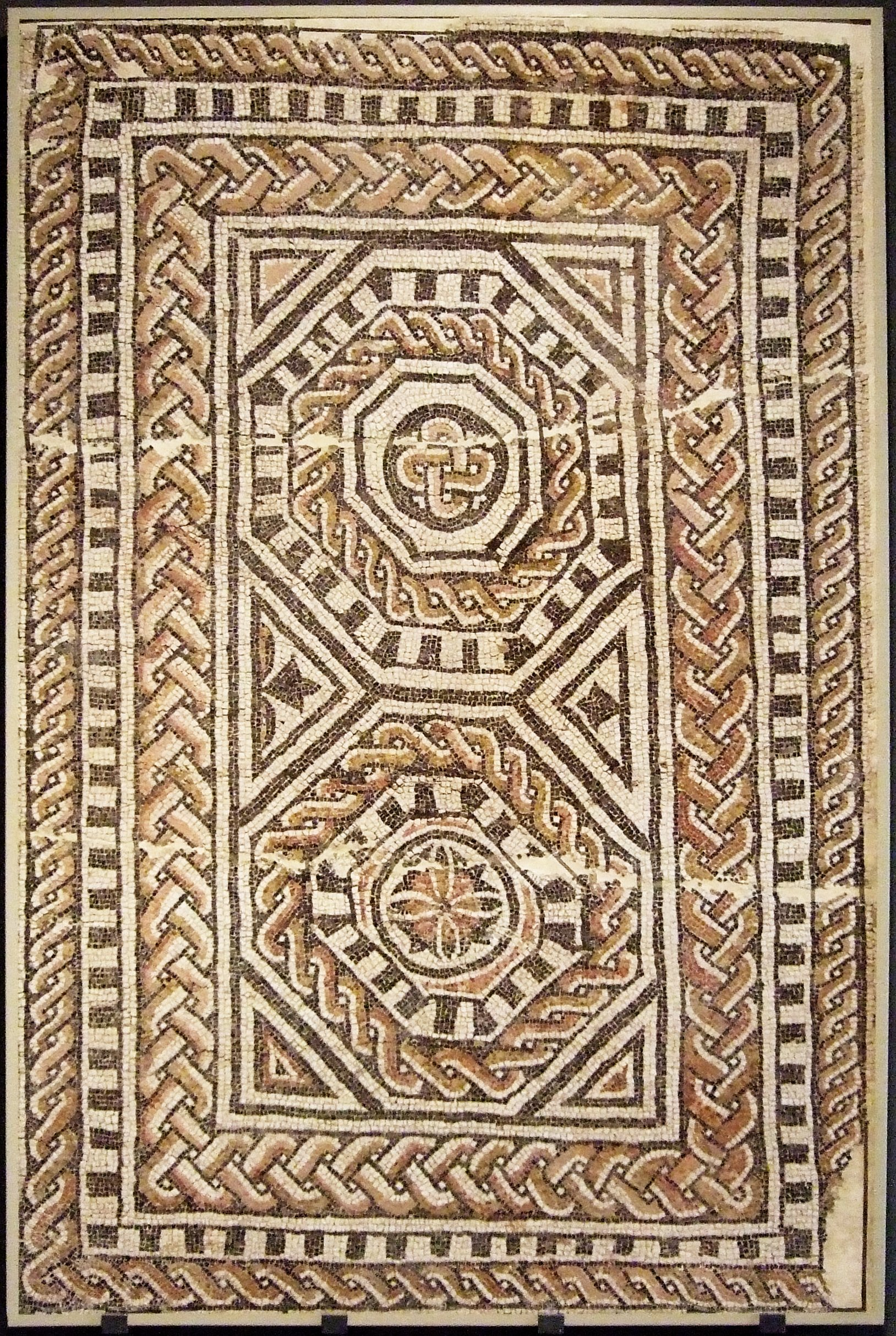
Mosaico con formas geométricas (s. IV d.C.). Es más pequeño (3,10 x 2,06 m) que la sala que decoraba inicialmente (4,50 × 2,50 m). Sus dibujos son muy comunes en la Roma imperial.

Toda la galería que rodaba el jardín tenía decoración musiva sobre el suelo. Son motivos geométricos en teselas bancas y negras que se conservan en las ruinas.

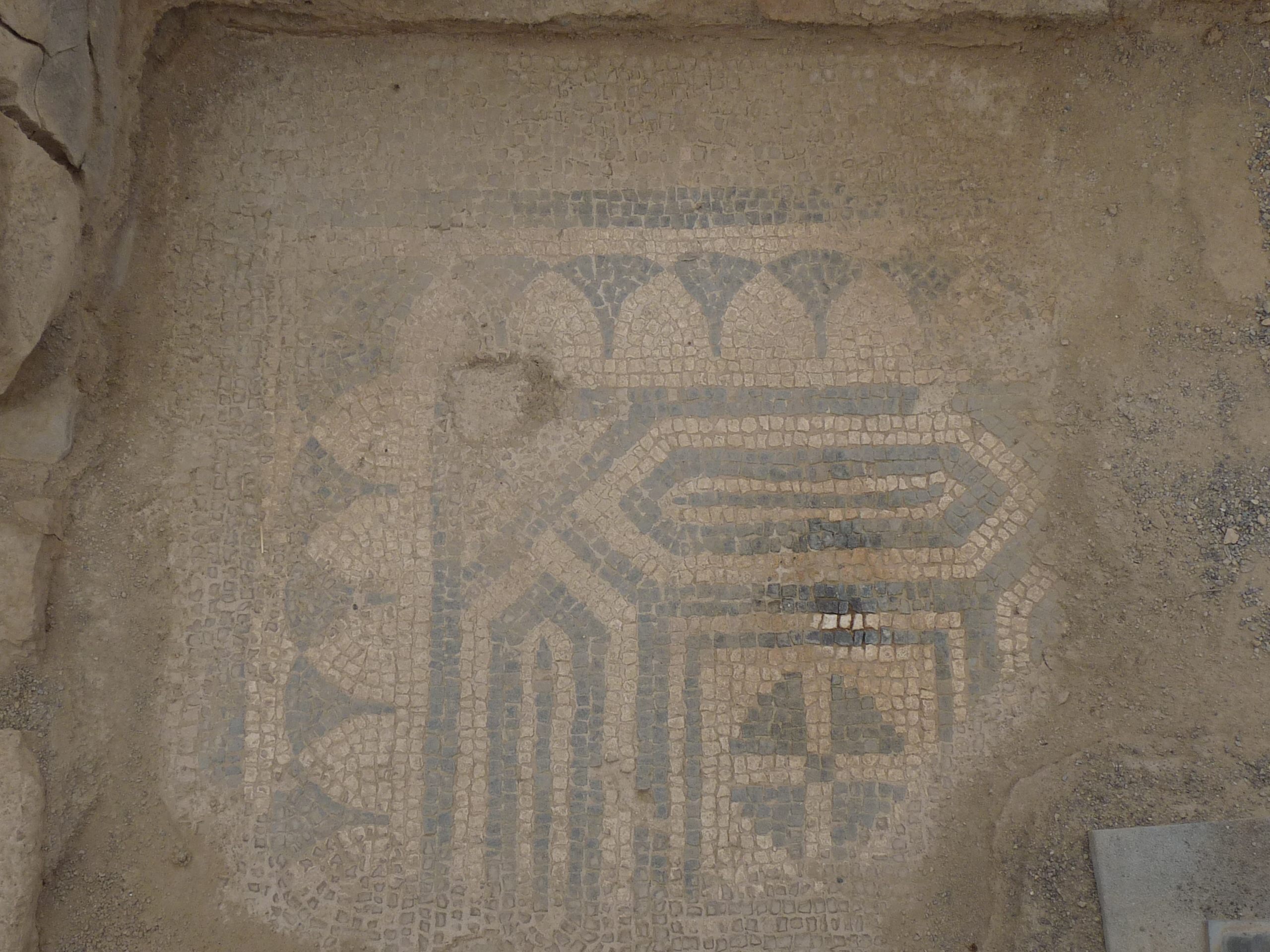
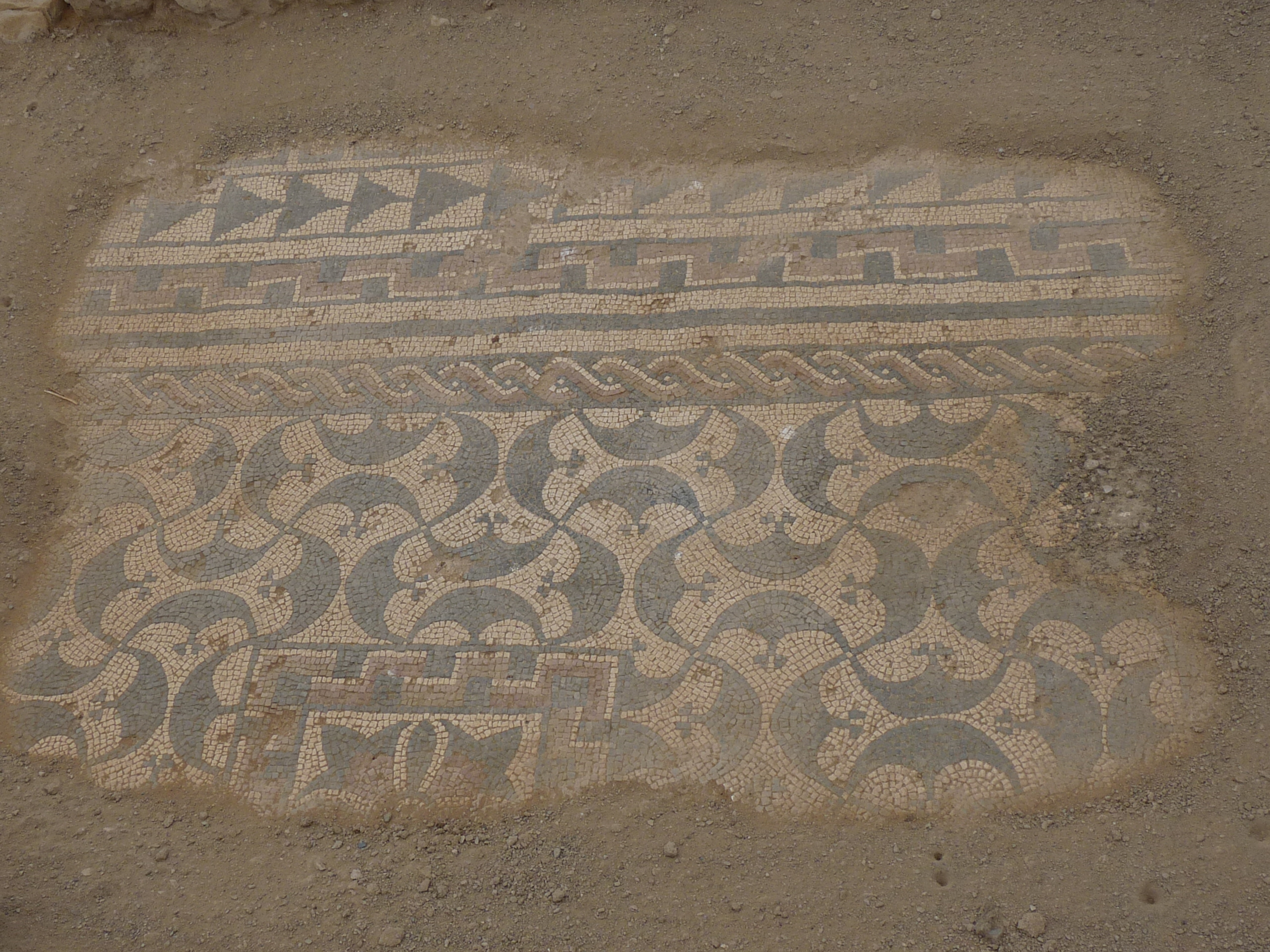
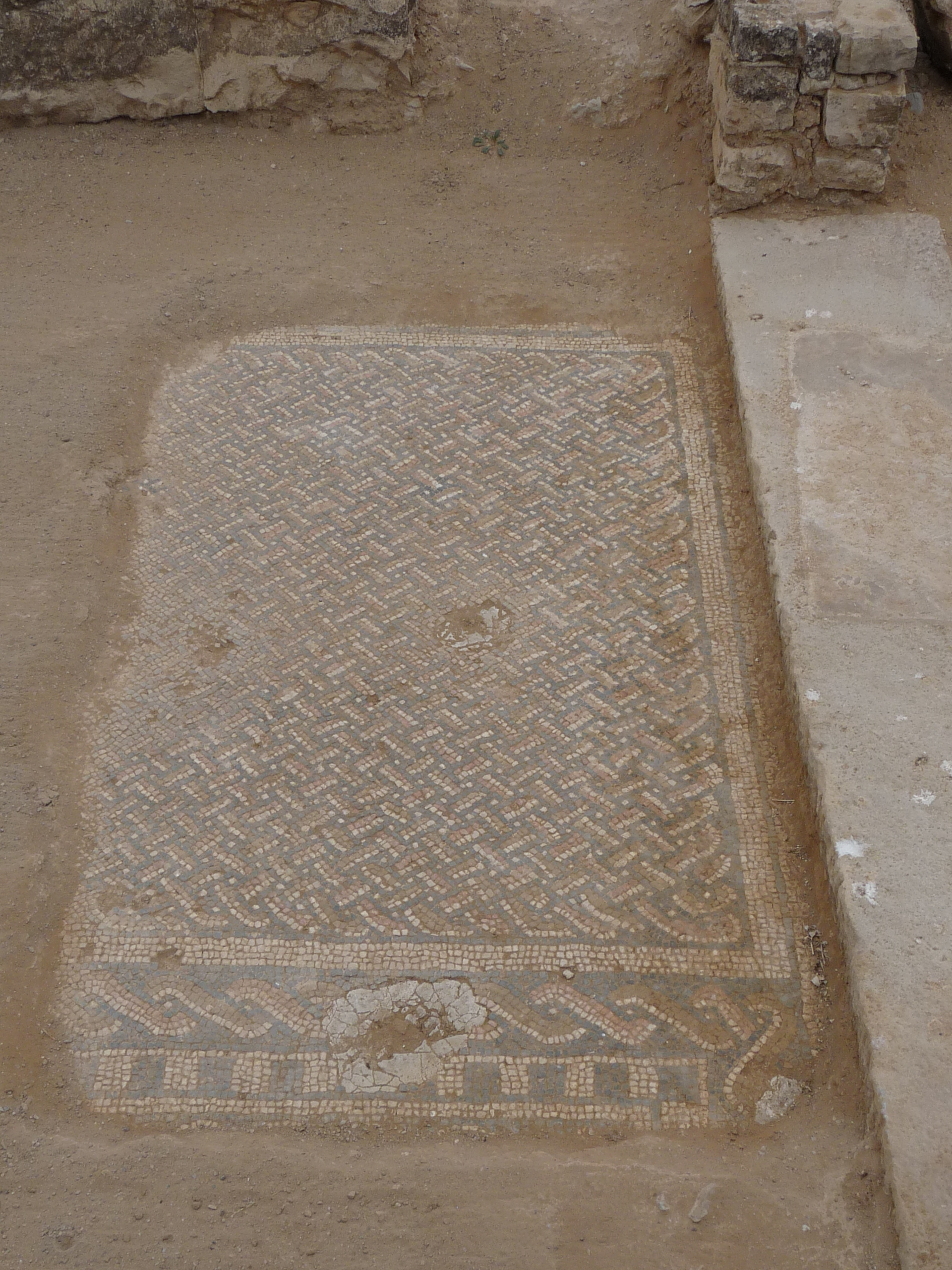
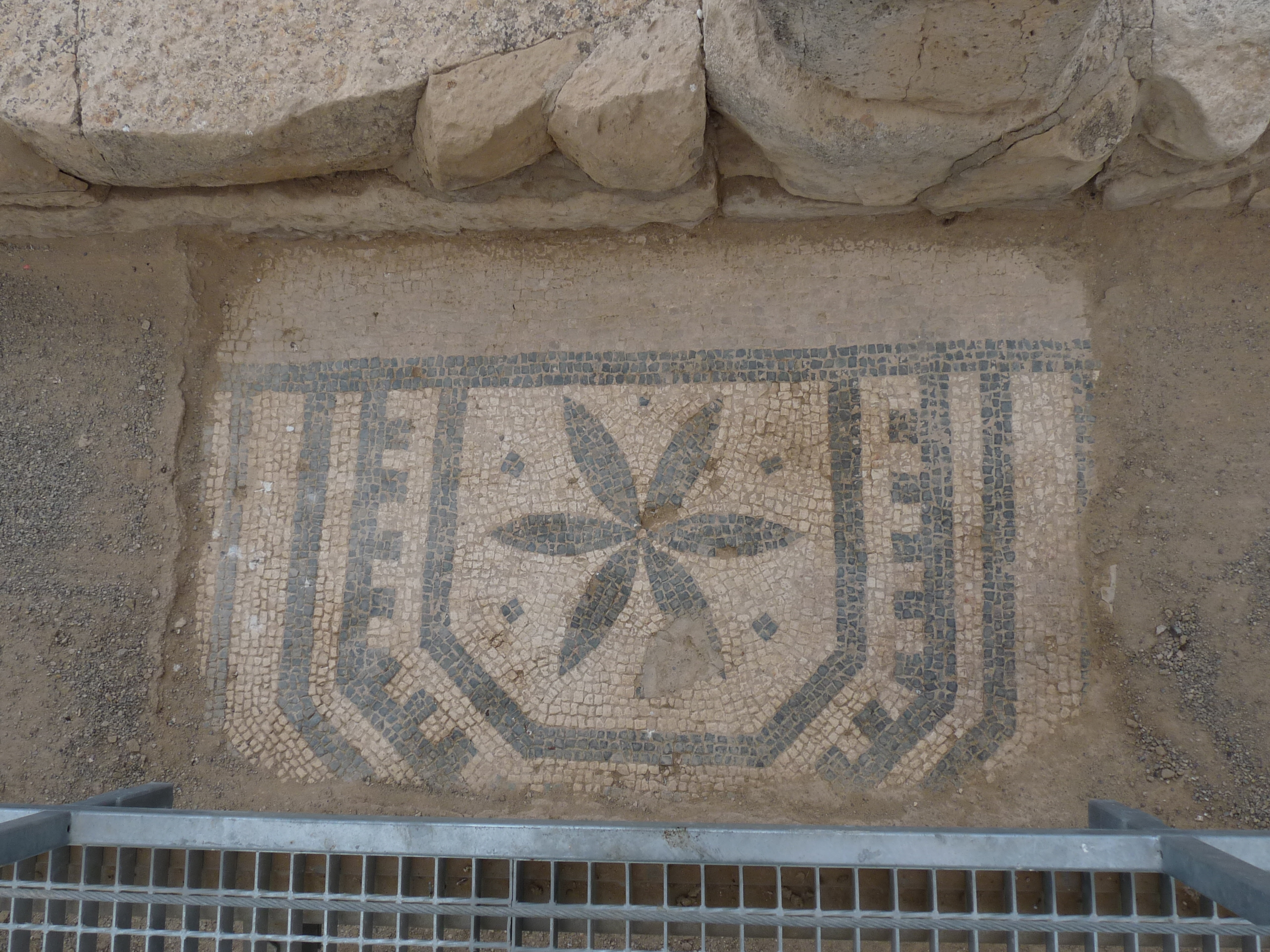

#### Calendario agrícola
En la galería sur, se encontraba un calendario agrícola del siglo IV d. C. que se conserva en su mayor parte en el Museo de Zaragoza, aunque dos meses se encuentran in situ y otros dos fueron destruidos. El calendario lo forman doce cuadros de unos 0,54 × 0,58 m., que representando diversos animales y frutos característicos del mes.
También se conserva el mosaico de la exedra, que representa un jarrón con ramas ondulantes, zarcillos y racimos de uvas.

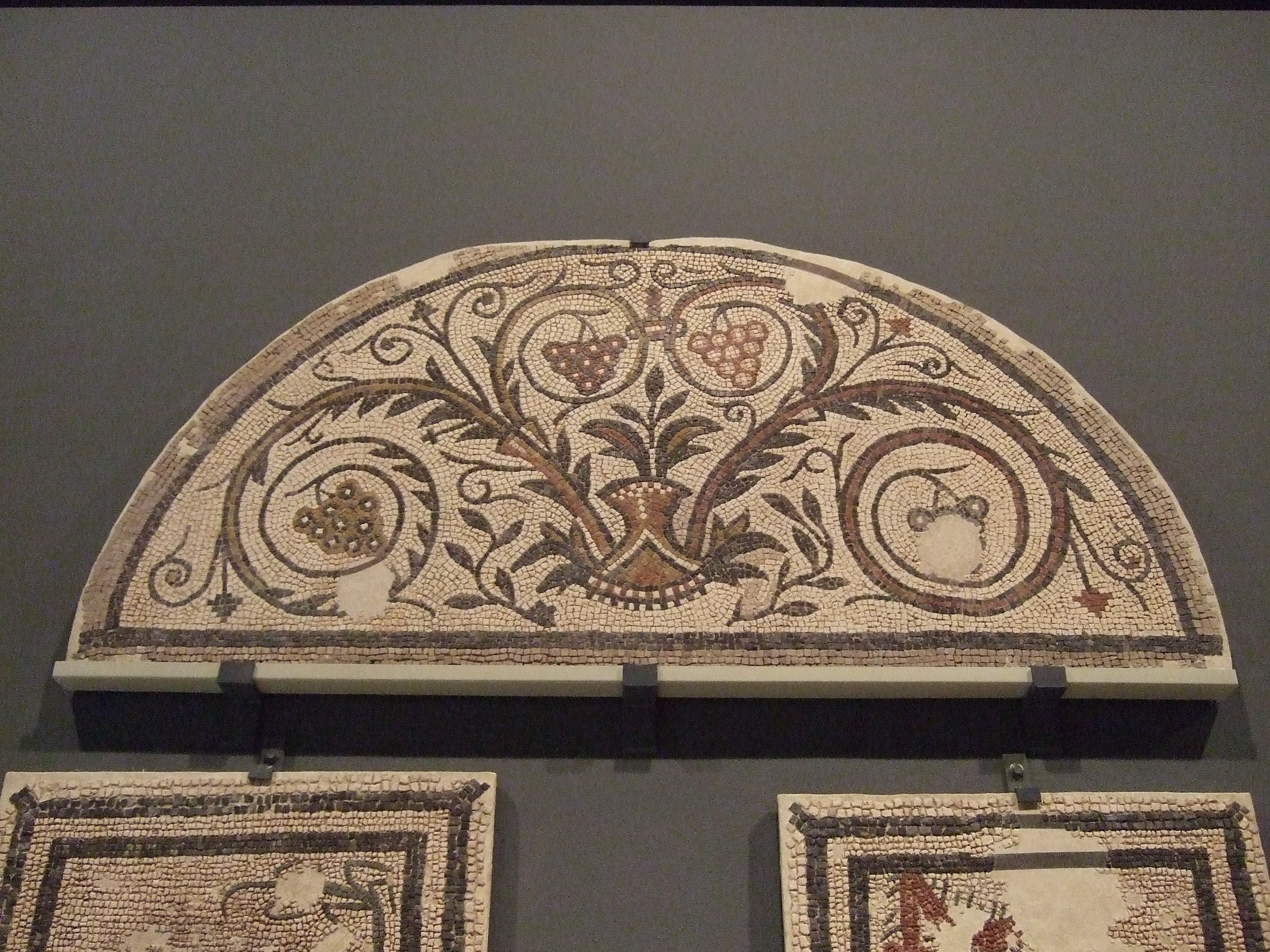
Mosaico de la exedra.
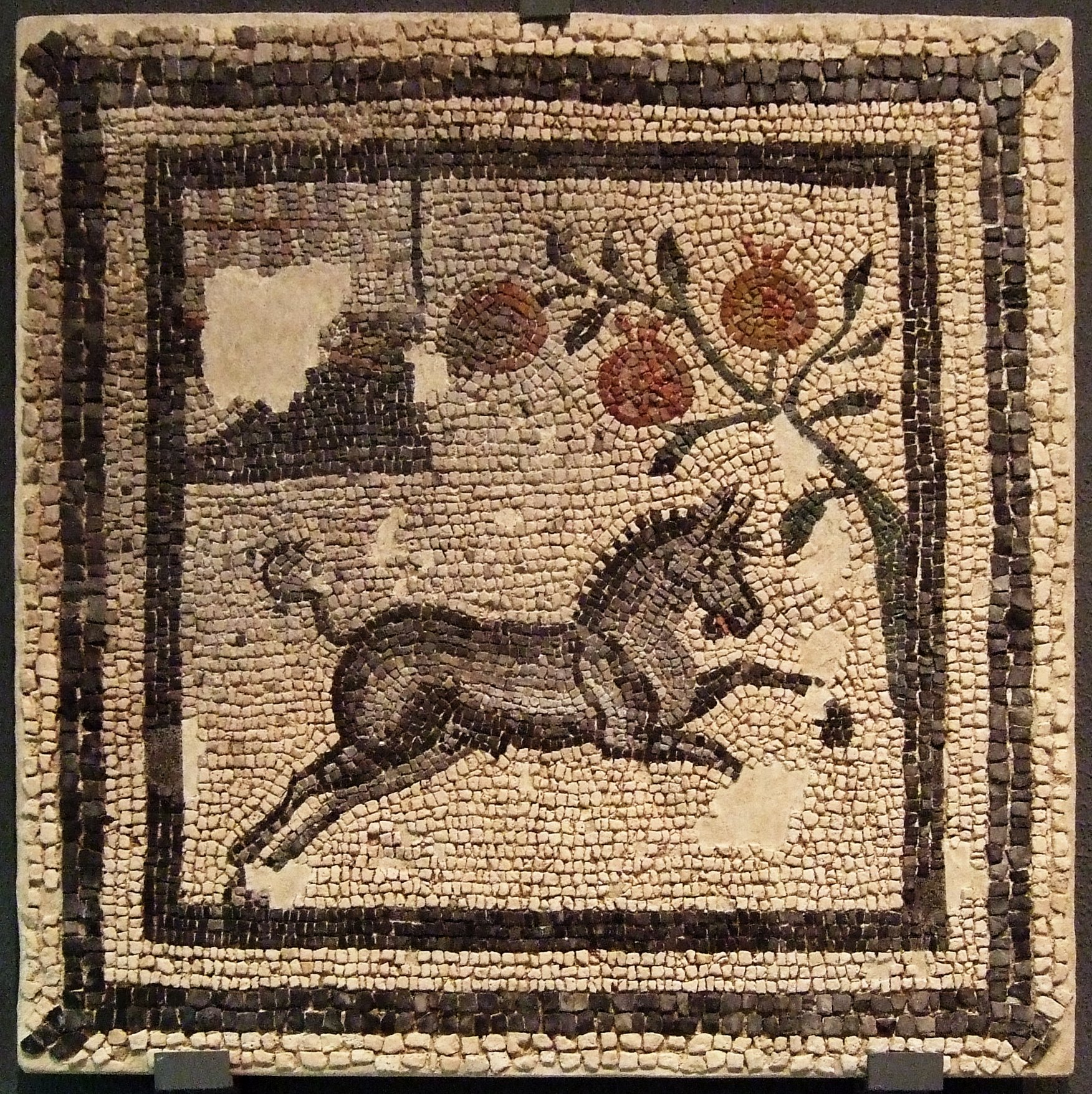
Febrero: burro, granada y montículo con molino de agua.
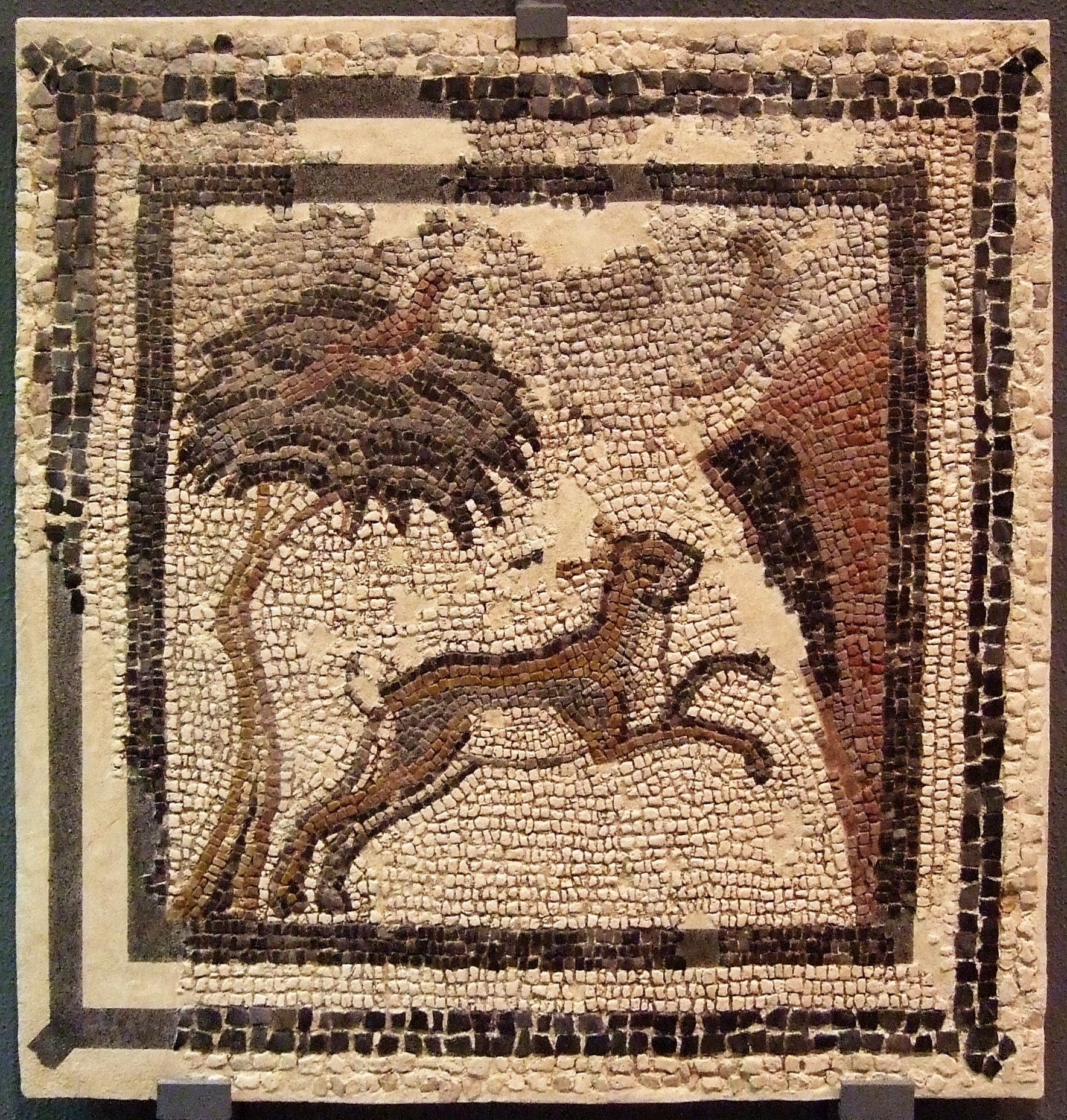
Abril: liebre y pájaros.
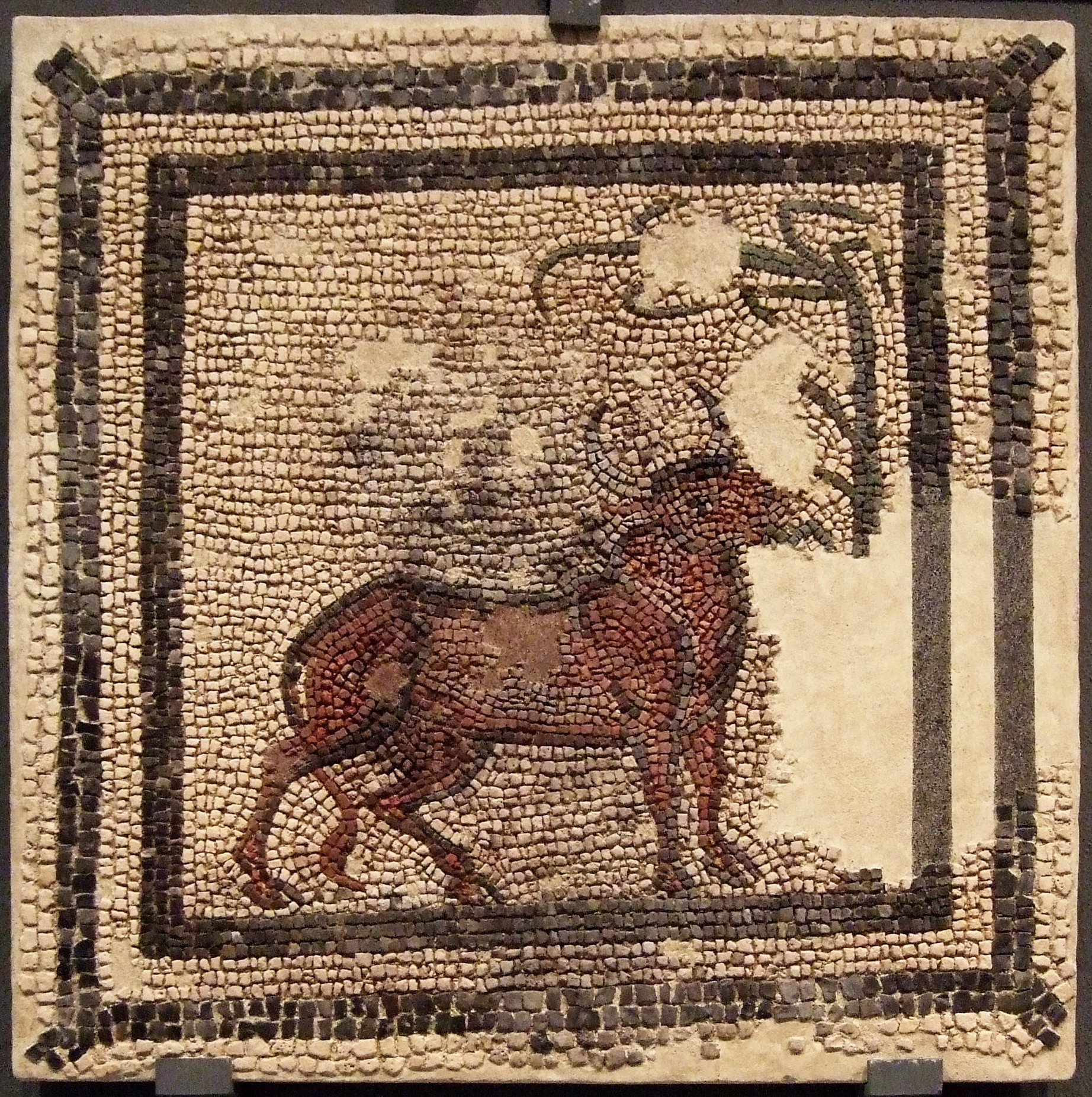
Mayo: toro y mijo.
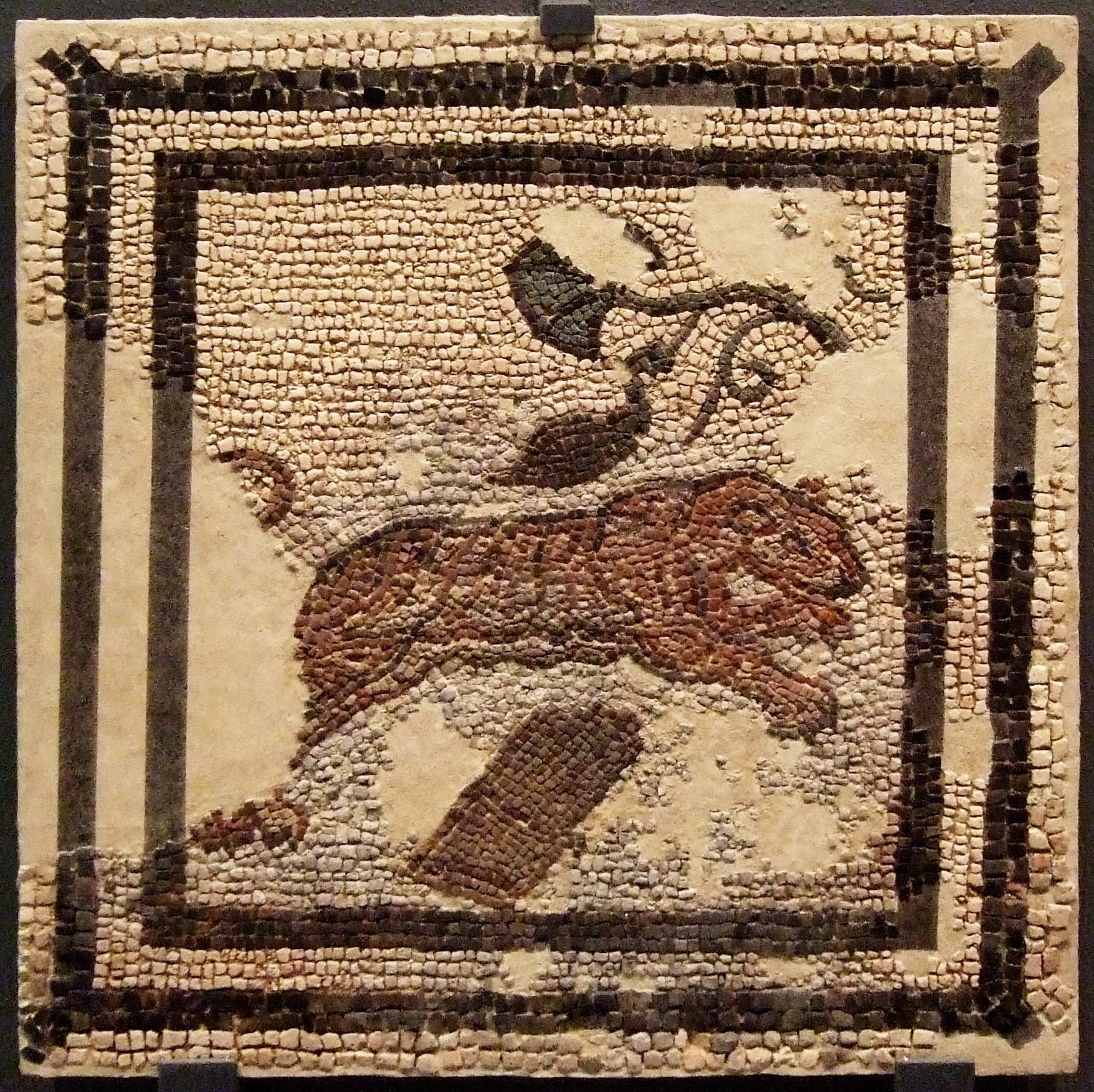
Junio: tigresa (protectora de las cosechas), y haz de varas.
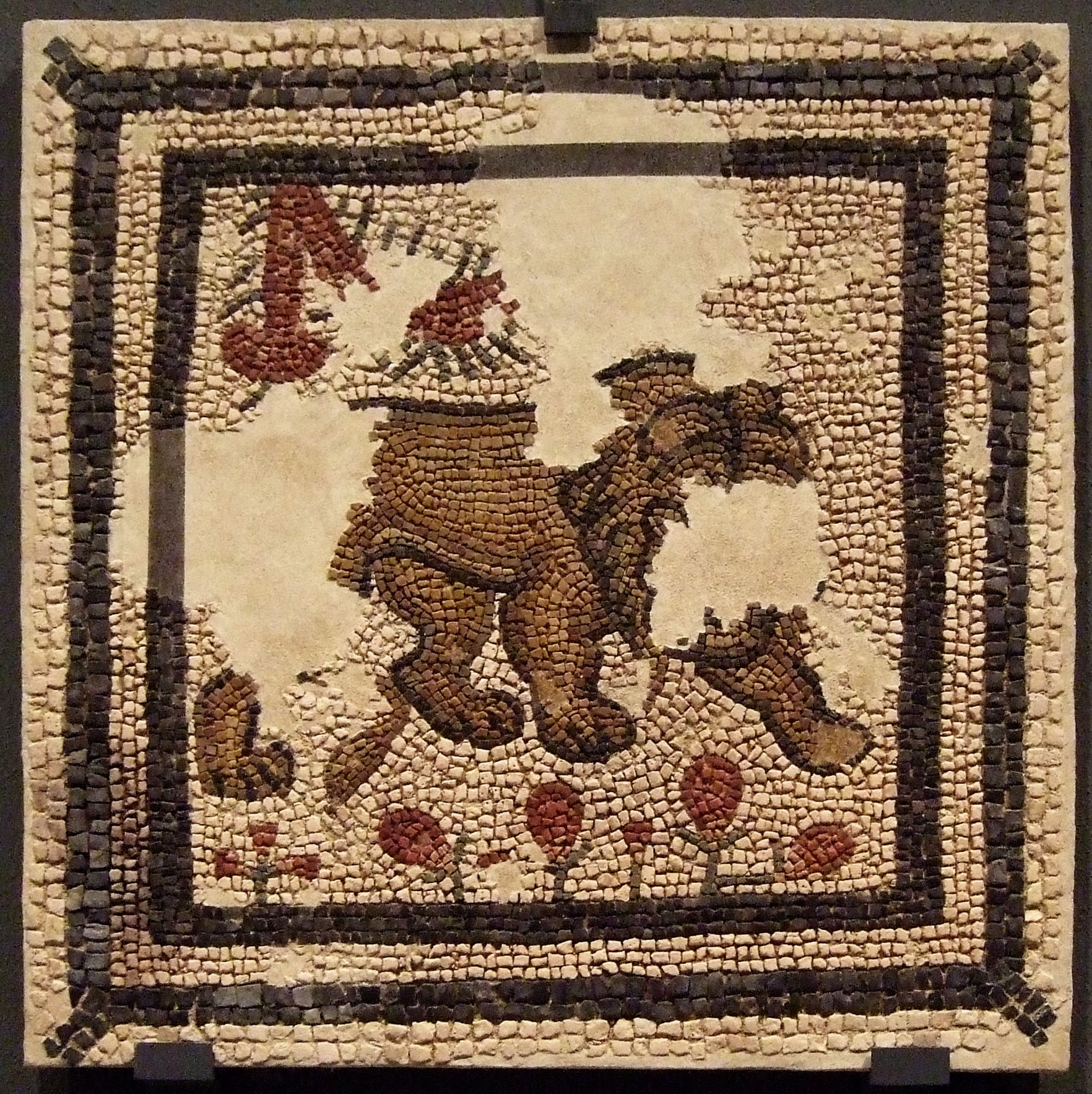
Agosto: león y frambuesas.
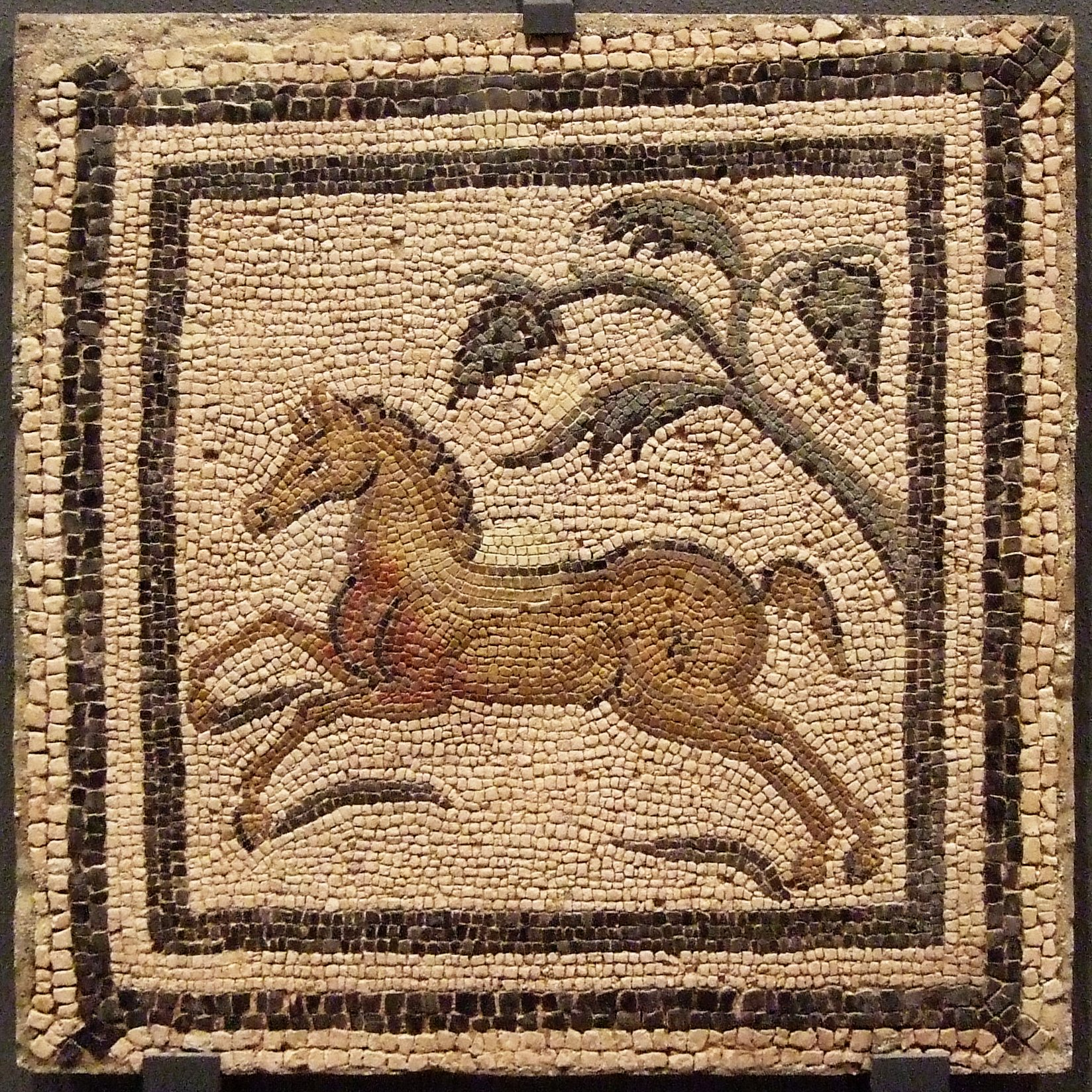
Septiembre: caballo y cardo.
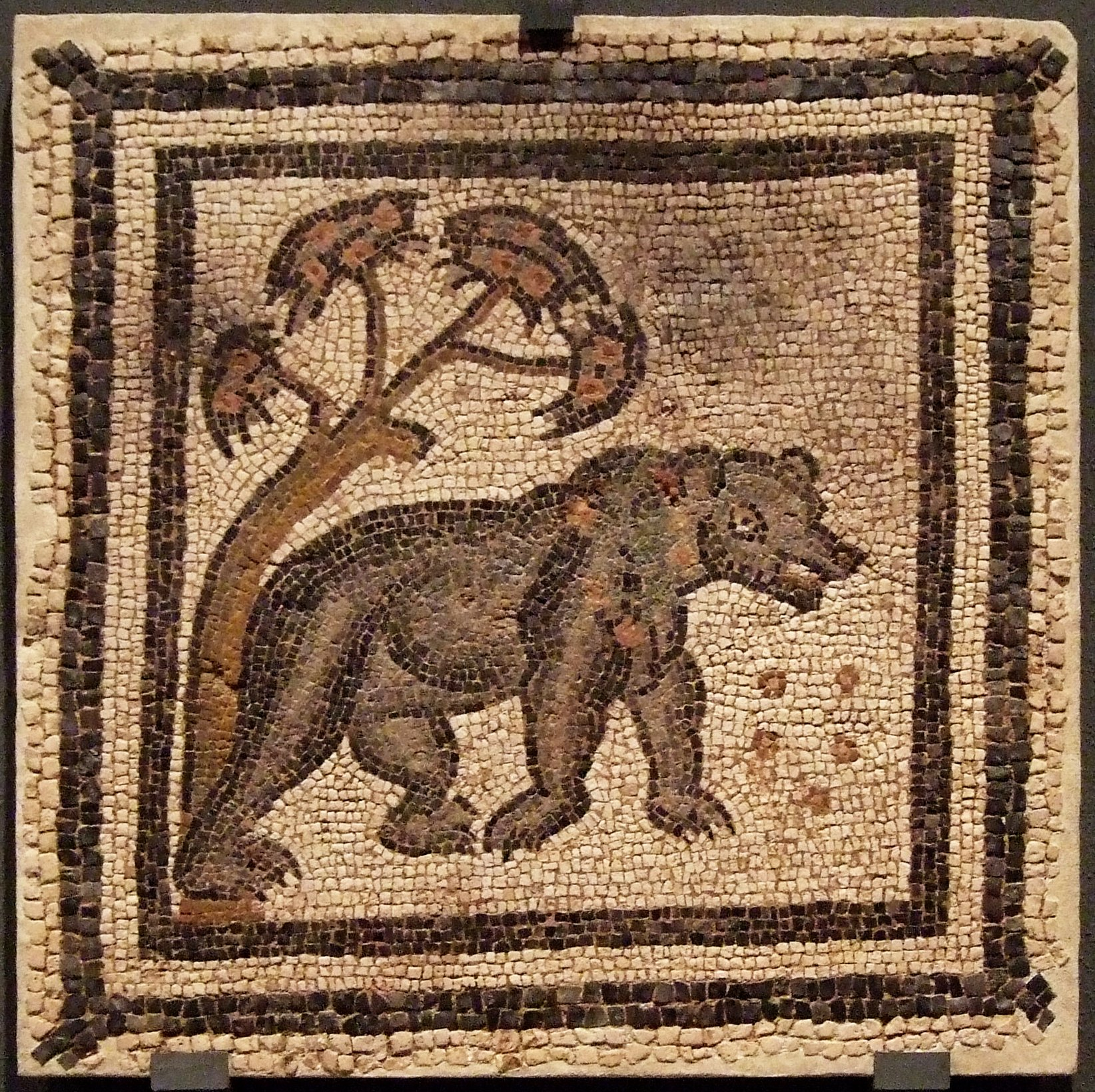
Noviembre: oso y madroño.
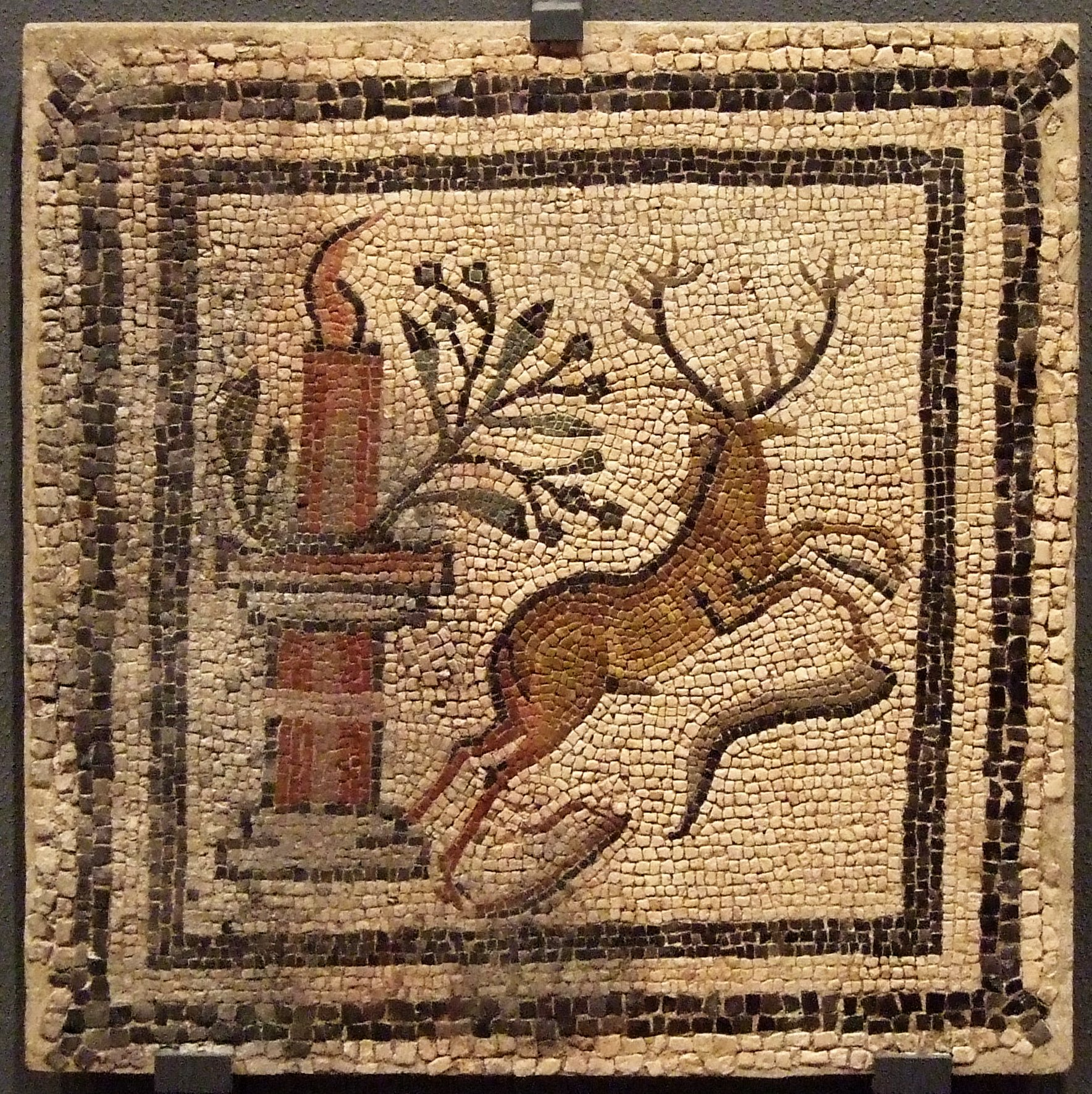
Diciembre: ciervo galopando y altar con vela y ramos de olivo.

## La basílica
En el siglo VI, abandonada la vivienda, se construyó una basílica paleocristiana (A) en el ala occidental de la villa, adosada a la galería del peristilo. La planta basilical de tres naves, se remata con un ábside (B), semicircular en el interior y cuadrado por el exterior.
A los pies se encuentra un baptisterio (C), con una pileta bautismal rodeada de cuatro columnas y hundida en el suelo. Al lado se encuentra un altar votivo romano vuelto del revés.

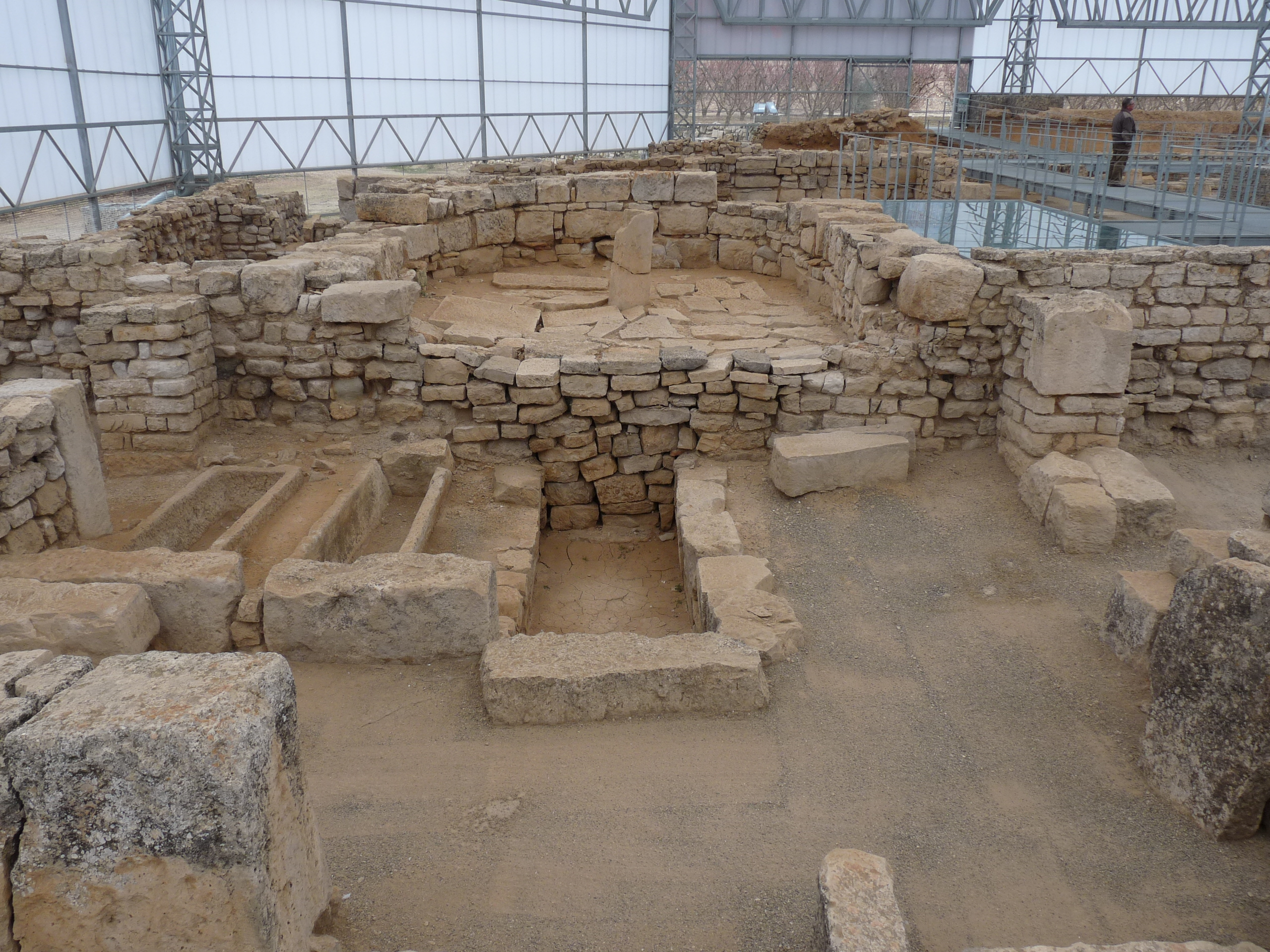
Base del ábside. A la izquierda, dos enterramientos paleocristianos.
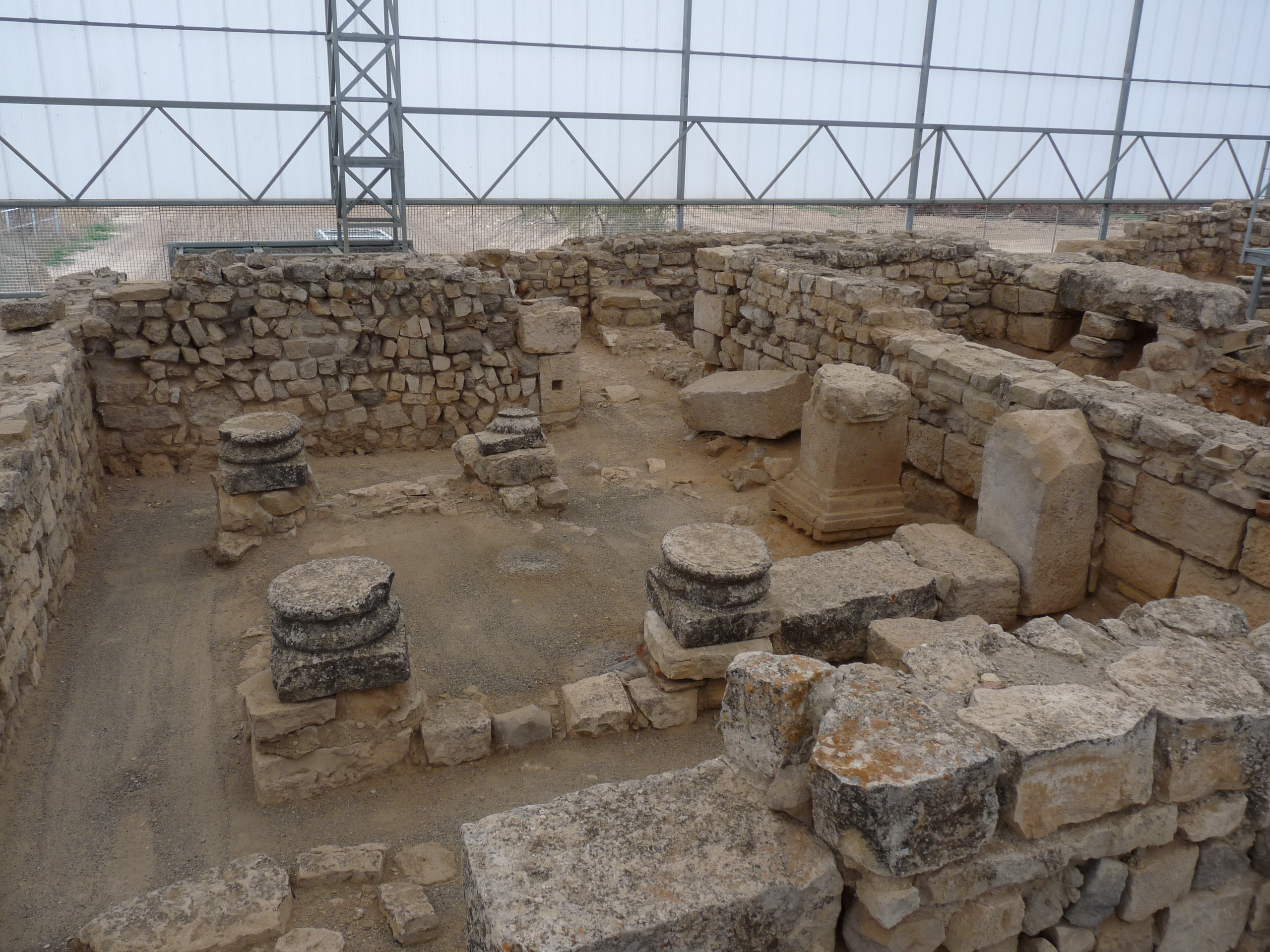
Pileta bautismal.
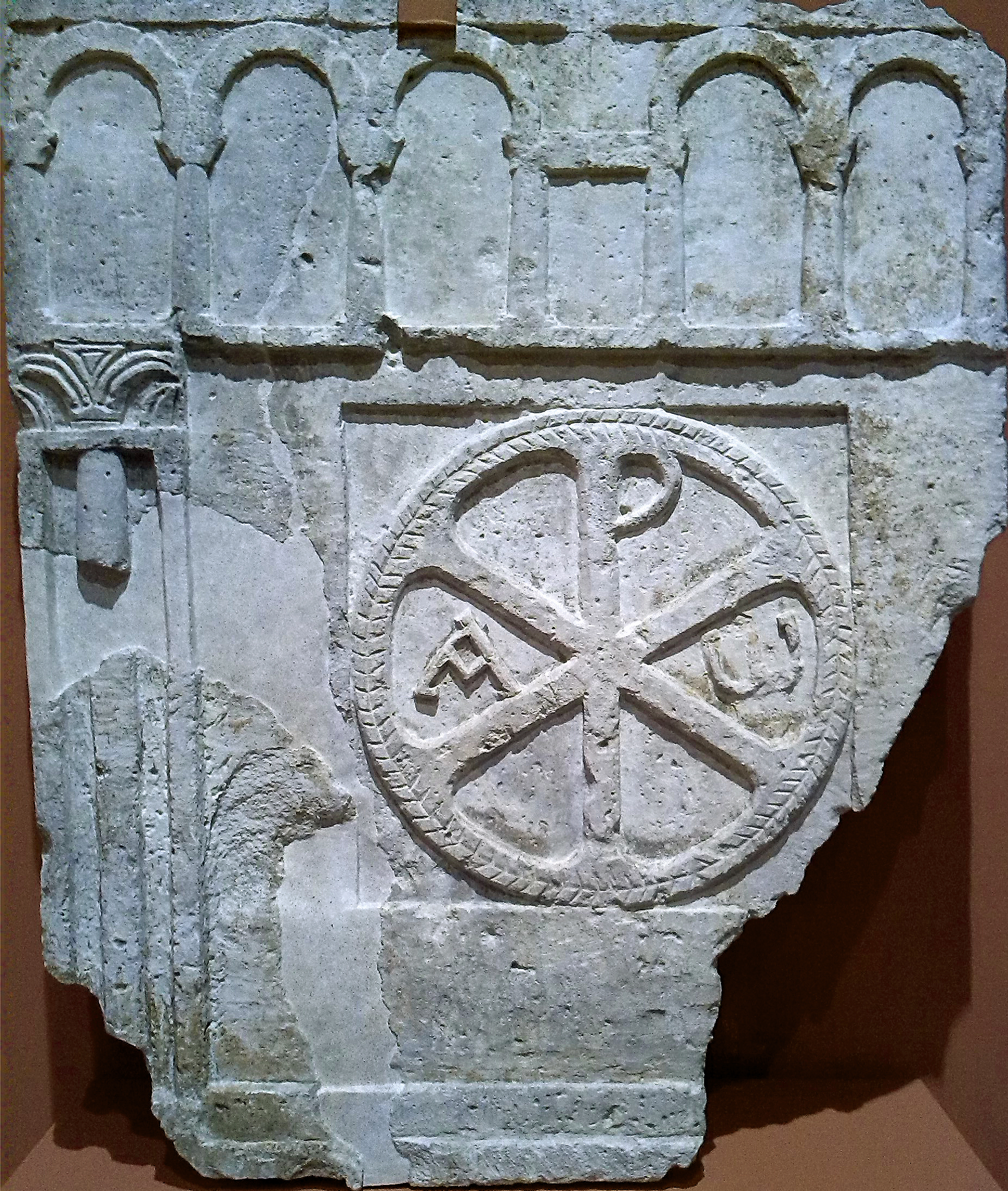
Cancel con crismón.

## Excavación
La villa se encuentra cerca del poblado ibérico del Pilaret de Santa Quiteria, excavado por José Salarrullana a finales del siglo XIX. Salarrullana también descubrió la villa en 1879, pero no se llevaron a cabo excavaciones hasta 1926 a 1939, trabajos dirigidos por J. Serra. A finales de la década de 1980 volvió a ser estudiada por la Universidad de Barcelona.
En 2009 la Diputación General de Aragón gastó 1,2 millones de euros en el cubrimiento del yacimiento para proteger los restos.